# حنقلان الدببة
حنقلان الدببة (الاسم العلمي:Euryops ursinoides) هو نوع من النباتات يتبع جنس الحنقلان من الفصيلة النجمية.